# グンサンノルブ
グンサンノルブ（モンゴル語：ᠭᠦᠩᠰᠡᠩᠨᠣᠷᠪᠤ、貢桑諾爾布）は清末民初の政治家、モンゴル族の王族。字は楽亭、号は夔庵。清末民初において内モンゴルの教育・産業振興に多大な貢献をなした人物である。チンギス・カンの功臣ジェルメの末裔。

## 事跡
愛新覚羅善耆（粛親王）の妹善坤の夫である。蒙・漢・満・蔵の各語や書、詩に通じていた。1899年（光緒25年）、ハラチンのジャサク郡王を世襲し、ジョソト盟盟務幇弁となった。1903年には大阪で開かれた内国勧業博覧会を見学するために来日した。その際に、下田歌子と会い、女子教育の重要性を認識し、ハラチン旗に内蒙古で最初の近代女子学校である毓正女子学堂の建設を決意し、日本人の女性教師を招聘した。その後毓正女学堂には河原操子、鳥居きみ子（鳥居龍蔵夫人）などの日本人教師が赴任し、近代女子教育を行った。
グンサンノルブは上記の毓正女子学堂（1902年）の他、モンゴル族にとって初となる官立学校の崇正学堂（1903年）、図書館（1902年）、軍事学校の守正武学堂（1903年）を創立している。更に留学生の派遣、内モンゴル初の新聞である『嬰報』の創刊、郵便・電報・桑畑・近代工場の整備などにも取り組んだ。1911年10月の辛亥革命勃発に際しては、清朝擁護の立場をとって皇帝退位に反対し、川島浪速らの斡旋で横浜正金銀行から借款を得て武器の購入と挙兵準備を行ったが、皇帝退位と袁世凱による北京政府の成立を見ると北京政府擁護の立場に転じた。
1912年（民国元年）3月、ボグド・ハーン政権の情勢を視察するために使者を派遣するが、ボグド・ハーン政権の実情を知り失望する。袁世凱の勧誘を受けたグンサンノルブは自旗から北京へ帰還し、同年9月には北京政府の蒙蔵事務局総裁に任ぜられ、10月には共和制擁護の功績により郡王から親王に加封された。翌年12月、政治会議議員となる。1914年（民国3年）5月、蒙蔵事務局を改組した蒙蔵院で引き続き総裁をつとめた。このとき、正白旗満州都統も兼ねている。1922年（民国11年）4月、いったん蒙蔵院総裁を退いたが、翌1923年（民国12年）2月に復帰し、以後、北京政府崩壊まで同職にあった。また1925年（民国14年）には、善後会議会員、国憲起草委員会委員を歴任し、後にジョソト盟盟長となっている。1931年（民国20年）1月13日、北平特別市の官邸で死去。享年60。

## 注
1. ↑  中国内蒙古による。徐主編（2007）、1100頁は1871年（同治10年）、Who's Who in China 3rd ed.,p.432は1867年とする。
2. ↑  中国内蒙古による。徐主編（2007）、1100頁は同年2月とする。
3. 1 2  徐主編（2007）、1100頁。
4. 1 2  中国内蒙古。
5. ↑  中見立夫著『「満蒙問題」の歴史的構図』東京大学出版、2013年、151－153頁
6. ↑  BORJIGIN, Buren『辛亥革命前後のモンゴル独立運動と内モンゴル王公』37頁、東北アジア研究18号（2014）
7. ↑  HASHEN, Qi Qi Ge『内モンゴルの近代とハラチン王・グンサンノルブ』313頁、言語・地域文化研究19号（2013）